# Chrysis equestris
Chrysis equestris (лат.) — вид ос-блестянок рода Chrysis из подсемейства Chrysidinae.

## Распространение
Палеарктика: от западной Европы до Дальнего Востока России (Сахалин). В северной Европе: Эстония, Финляндия, Литва, Норвегия, Швеция. Редкий вид.

## Описание
Длина — 7—10 мм. Ярко-окрашенные металлически блестящие осы. Вид из группы C. smaragdula. У обоих полов тело в основном тёмно-синее или чёрное, частично фиолетовое, с зелёными бликами на лбу, краях переднеспинки, мезоскутуме, мезоскутеллуме и мезоплевроне. Тергиты имеют контрастные золотисто-красные или золотисто-зелёные полосы сзади (кроме апикального ободка), которые особенно широкие латерально на тергитах T1 и T2. Цвет и форма полос довольно изменчивы, обычно они шире и более красноватые у самки, чем у самца. Вид близко похож на C. zetterstedti, но характеризуется следующими отличиями: чёрные пятна на стерните S2 более узкие, обычно не доходят до боковых краев стернита, тергит T5 самки (на яйцекладе) шире и имеет продольную медиальную бороздку, голова шире, голова шире, особенно у самки (кратчайшее расстояние между сложными глазами немного больше диаметра глаза), гоностиль короче, куспис апикально изогнут (не прямой), проподеальный зубец слегка выпуклый или прямой вентрально (не лопастной). Клептопаразиты ос: Discoelius (Vespidae). Период лёта: май — август.